# 飛鳥寺

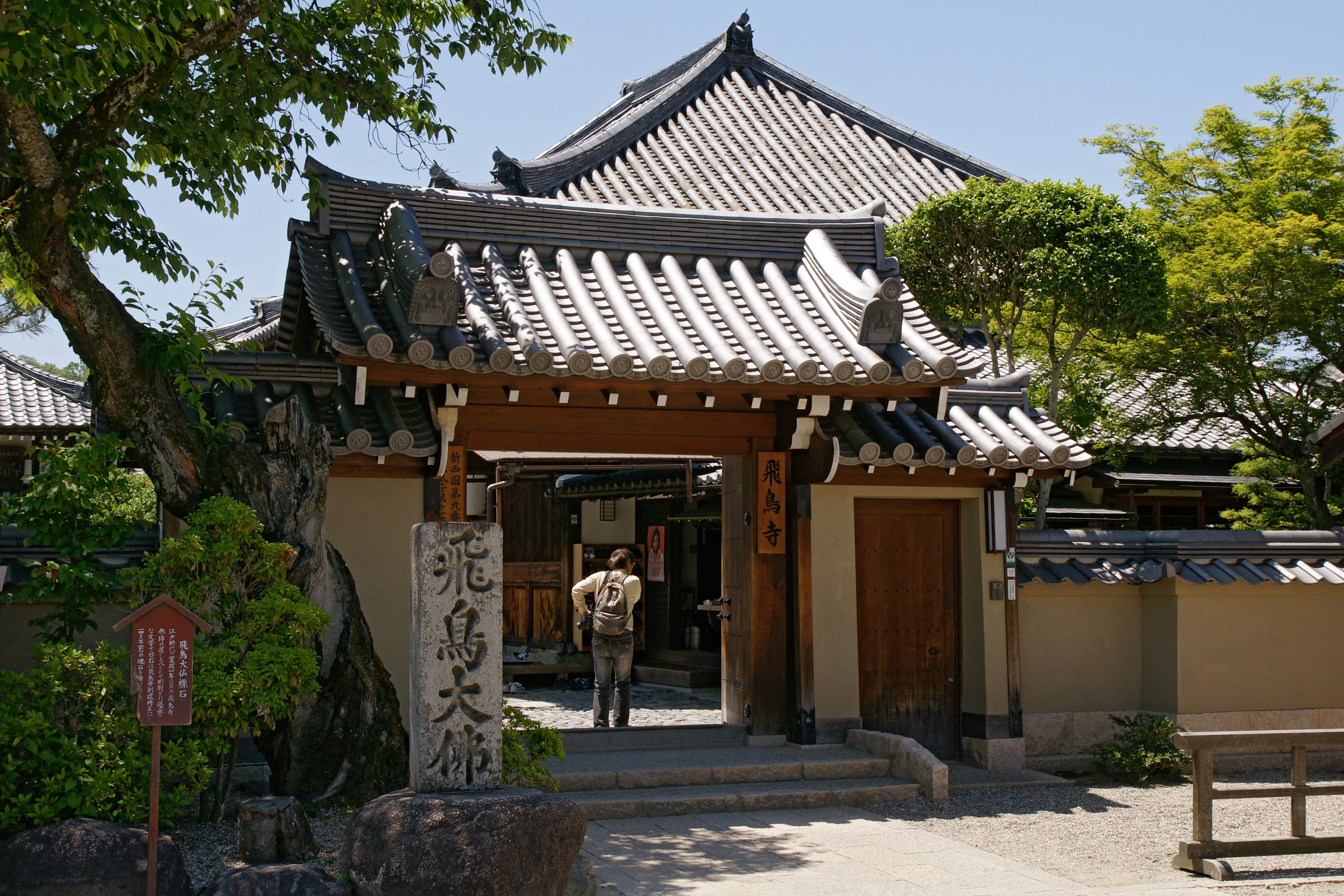
飛鳥寺大門

 飛鳥寺（あすかでら）位於奈良縣高市郡明日香村的寺院，是蘇我氏的氏寺、日本最古老的本格寺院法興寺（取佛法復興寺院之意）的後身。其供奉的本尊「飛鳥大佛」即為釋迦如來，創立者為蘇我馬子。其山號為鳥形山（とりがたやま）。現在屬於日本的宗派真言宗豐山派。

## 历史
最早為奈良「法興寺」的舊址，天皇遷都平城京(今奈良市)後法興寺跟著遷入平成京，並改名為「元興寺」（がんごうじ）。遷建後舊廟仍倖存，稱為「本元興寺」，但在1196年塔和廟宇被雷電燒毀後，廟宇逐漸衰落。後來在文政8年(1825)進行了重建，其中本堂即原本法興寺舊址金堂的所在地，被指定為國之史跡「飛鳥寺跡」。現在該廟正式名稱為「安居院」（あんごいん）。此外，「飛鳥寺」是日本建築學術用語「飛鳥寺式伽藍配置」的由來。

## 關連項目
- 蘇我氏
- 乙巳之變
- 聖德太子
- 元興寺